# Baniana luteiceps
Baniana luteiceps är en fjärilsart som beskrevs av Walker 1865. Baniana luteiceps ingår i släktet Baniana och familjen nattflyn. Inga underarter finns listade i Catalogue of Life.